# عنصر نووي طويل الانتشار
عنصر نووي طويل الانتشار (الاسم العلمي Long interspersed nuclear element) (يختصر بـLINE)، فصائل (عائلات) ذات عناصر (دي أن إيه) مشتركة، وبمتوسط طول 6,5 كيلوبيز، وتنتشر في مواقع عديدة داخل الجينوم. ويحتوي الجينوم البشري على مايزيد عن 500,000 من هذا العنصر (تمثل حوالي 16% من إجمالي الجينوم، ويبدو أنها تمثل نسخًا متدهورة من عناصر متناقلة.